# Governatori della Tripolitania italiana
I governatori della Tripolitania italiana dal 1911 (inizio della guerra italo-turca tra Italia e Impero ottomano, con la successiva ratifica del trattato di Losanna, nel 1923) al 1934 (confluenza nella Libia italiana) furono i seguenti.

Mappa delle province italiane della Libia, con la Tripolitania segnata in verde.

Stemma della Tripolitania italiana

## Lista
| Governatore | Governatore                 | Mandato          | Mandato          | Note                                        |
| Governatore | Governatore                 | Inizio           | Fine             | Note                                        |
| ----------- | --------------------------- | ---------------- | ---------------- | ------------------------------------------- |
|             | Raffaele Borea Ricci D'Olmo | 5 ottobre 1911   | 11 ottobre 1911  |                                             |
|             | Carlo Caneva                | 11 ottobre 1911  | 2 settembre 1912 |                                             |
|             | Ottavio Ragni               | 2 settembre 1912 | 2 giugno 1913    |                                             |
|             | Vincenzo Garioni            | 2 giugno 1913    | 1º ottobre 1914  |                                             |
|             | Giorgio Cigliana            | 2 ottobre 1914   | 30 ottobre 1914  |                                             |
|             | Luigi Druetti               | 1º novembre 1914 | 5 febbraio 1915  |                                             |
|             | Giulio Cesare Tassoni       | 9 febbraio 1915  | 15 luglio 1915   |                                             |
|             | Giovanni Battista Ameglio   | 15 luglio 1915   | 5 agosto 1918    |                                             |
|             | Vincenzo Garioni            | 5 agosto 1918    | 16 agosto 1919   |                                             |
|             | Vittorio Menzinger          | 16 agosto 1919   | 10 luglio 1920   | primo governatore civile della Tripolitania |
|             | Luigi Mercatelli            | 6 luglio 1920    | 16 luglio 1921   |                                             |
|             | Giuseppe Volpi              | 16 luglio 1921   | 3 luglio 1925    |                                             |
|             | Emilio De Bono              | 3 luglio 1925    | 24 gennaio 1929  |                                             |
|             | Pietro Badoglio             | 24 gennaio 1929  | 31 dicembre 1933 |                                             |